# Sebastian Otoa
Sebastian Otoa (* 13. Mai 2004 in Roskilde) ist ein dänischer Fußballspieler. Der dänische Juniorennationalspieler steht in Italien beim CFC Genua unter Vertrag.

## Karriere

### Verein
Sebastian Otoa wechselte im Jahr 2021 vom FC Roskilde in die Fußballschule von Aalborg BK und gab am 11. September 2022 im Alter von 18 Jahren beim 1:1-Unentschieden im Heimspiel gegen Lyngby BK sein Profidebüt in der Superligaen. Er kam im Punktspielbetrieb zu sechs Einsätzen und stieg mit seinem Verein zum Ende der Saison aus der Superliga ab. In der darauffolgenden Saison – nun in der 1. Division – kam Otoa nach anfänglichen Schwierigkeiten regelmäßiger zum Einsatz und stand auch oftmals in der Startelf. Aalborg BK stieg umgehend wieder ins dänische Oberhaus auf und dort eroberte er sich einen Platz in der Stammelf, wobei er des Öfteren als Innenverteidiger eingesetzt wurde, ehe er durch eine Oberschenkelverletzung ausgebremst wurde.
Mitte Januar 2025 wechselte Otoa in die italienische Serie A zum CFC Genua.

### Nationalmannschaft
Sebastian Otoa ist dänischer Nachwuchsnationalspieler und absolvierte im Mai 2023 beim Testspiel in Esbjerg gegen Deutschland sein einziges Spiel für die U19. Danach kam er sowohl im September und im November 2023 zu jeweils zwei Spielen für die U20. Im September 2024 debütierte Otoa dann in der EM-Qualifikation in Reykjavík gegen Island für die U21.